# Liparetrus nigricollis
Liparetrus nigricollis är en skalbaggsart som beskrevs av Hope 1842. Liparetrus nigricollis ingår i släktet Liparetrus och familjen Melolonthidae. Inga underarter finns listade i Catalogue of Life.